# كريستن سميث
كريستن سميث (بالنرويجية: Christen Smith)‏ هو طبيب وعالم نبات نرويجي، ولد في 17 أكتوبر 1785 في درامن في النرويج، وتوفي في 22 سبتمبر 1816 في نهر الكونغو في أنغولا.